# Tiểu văn hóa scene

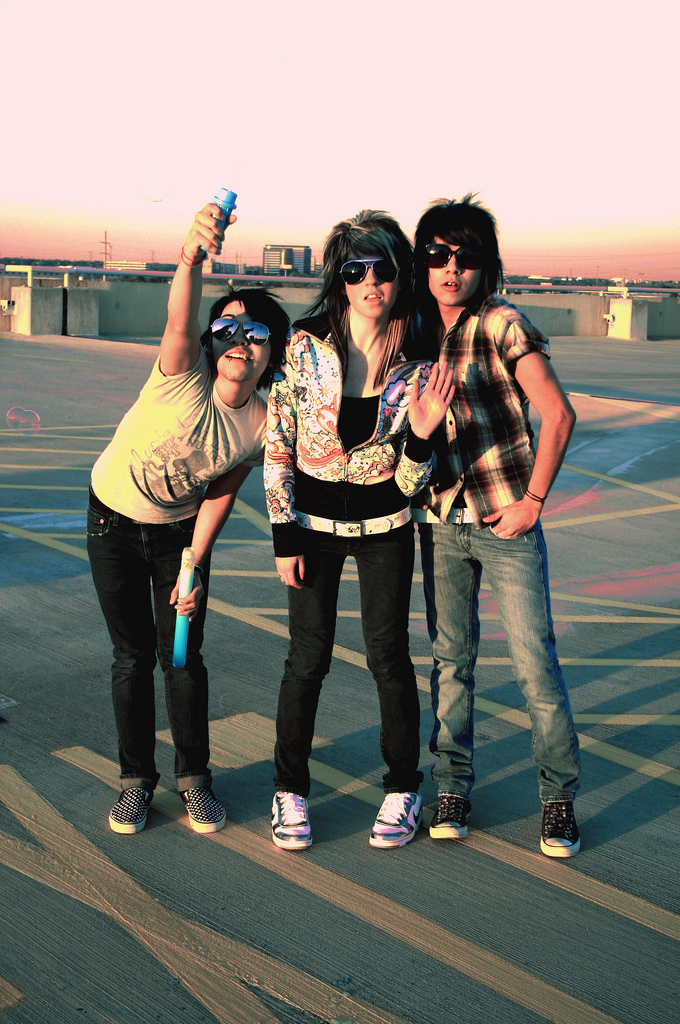
Ảnh chụp các "dân chơi" thuộc tiểu văn hóa scene năm 2008

Scene là một dạng tiểu văn hóa của giới trẻ nổi lên từ đầu thập niên 2000 tại Mỹ cũng như ở phần còn lại của thế giới, tiếp nối tiểu văn hóa emo tồn tại trước đó. Tiểu văn hóa này dần trở nên thịnh hành đối với các bạn trẻ thanh thiếu niên kể từ giữa những năm 2000 cho đến đầu những năm 2010. "Dân chơi" chạy theo tiểu văn hóa scene thì được gọi là dân scene (scenies/scene people), đám nhóc scene (scene kids), cô cậu scene, nhóc scene hoặc trendie(s) hay dân scenester(s) trong tiếng Anh. Mốt thời trang scene bao gồm quần jean ôm dáng (hay quần jean ống bó/ống côn), trang phục màu sáng, còn kiểu tóc nhận diện thì có tóc duỗi thẳng, vuốt nhọn với tóc mái dài bao phủ phần trán cũng như nhuộm tóc sáng màu hoặc phẩy light. Các dòng nhạc liên quan đến tiểu văn hóa scene phải kể đến là: metalcore, crunkcore, deathcore, nhạc điện tử và pop punk trên thế giới cũng như nhạc teen ở Việt Nam.
Giai đoạn giữa thập niên 2000 cho tới đầu thập niên 2010, thời trang scene đã trở nên thịnh hành trong giới teen và thứ âm nhạc liên quan đến tiểu văn hóa này cũng đạt được thành công về mặt thương mại ở cả dòng underground và dòng chính lưu. Ở nửa cuối thập niên 2010, tiểu văn hóa scene đã trở nên lỗi mốt; tuy nhiên, từ năm 2019 đã có những trào lưu mang lại cho nó một sự hồi sinh nhẹ.

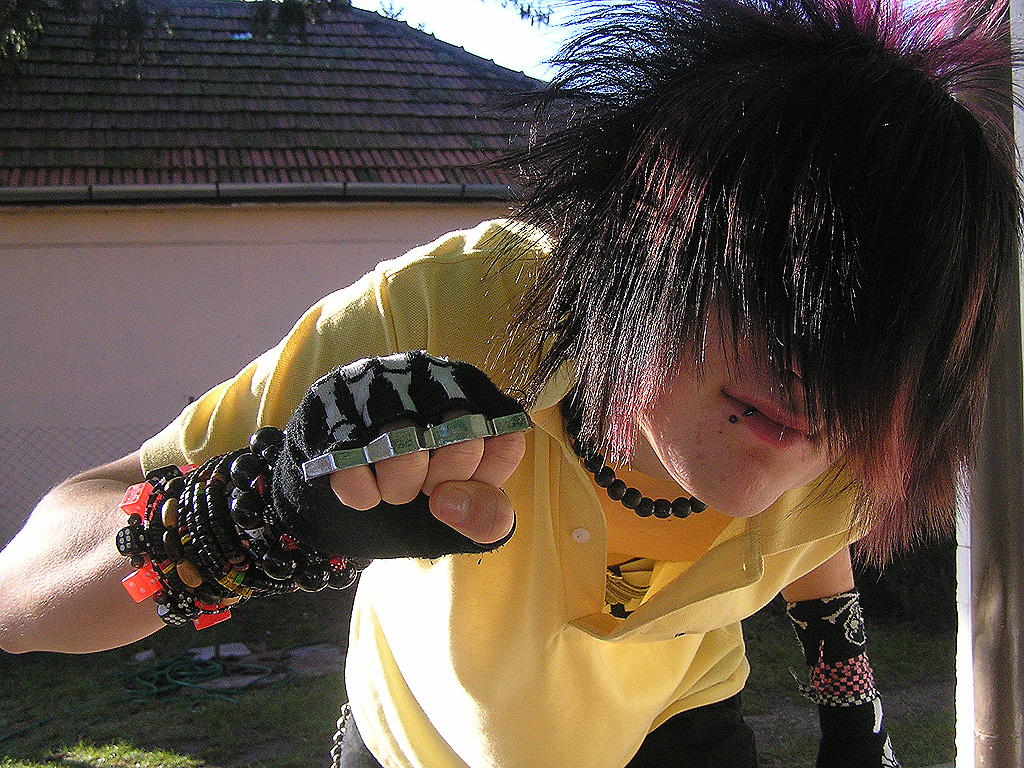
Hình ảnh ví dụ về mốt thời trang scene